# Старый вокзал (Ульяновск)
Ста́рый вокза́л — памятник архитектуры в Ульяновске, в микрорайоне «Туть». Ранее — пассажирский терминал железнодорожной станции Ульяновск I. Расположен по адресу: Железнодорожная улица, 40. 

## История
Строительные работы начались в мае 1951 года. Автор проекта — известный архитектор Готлиб Михаил Абрамович, лично прибывший осуществлять авторский надзор. В декабре 1952 года строительство нового здания железнодорожного вокзала было закончено. 
Здание было построено в 1951—1953 годах на месте раннего, самого первого вокзала Симбирска. Первый вокзал, построенный в 1898 году, был краснокирпичным и одноэтажным. К началу 1940-х годов пассажиропоток на станции значительно вырос, и потребовалась реконструкция вокзала. В январе 1941 года проект нового здания был одобрен, но реализации помешала Великая Отечественная война.

Мемориальная доска на здании вокзала.

В 1967 году со Старого вокзала стал отправлялся фирменный поезд «Ульяновск».
Вокзал перестал функционировать по своему прямому назначению в 1970 году, когда был открыт вокзал станции Ульяновск-Центральный.
С 1980-х до начала 2000-х годов в нём находилось молодёжное кафе «Под шпилем».
21 июня 2018 года в арках старого вокзала, члены ульяновского мотоклуба «Ночные волки», открыли памятный знак «Дороги Великой Победы».
10.08.2018 года, распоряжением Правительства Ульяновской области № 363-пр, здание железнодорожного вокзала Ульяновск-I является объектом культурного наследия регионального значения.

## Здание вокзала
Автор проекта архитектор М. А. Готлиб. Проект разрабатывался в центральной архитектурной мастерской Мосгипротранса с учётом стилистических особенностей сталинской эпохи. Строительный объём сооружения  14695 м³, площадь застройки — 2175 м². Здание вокзала включает в себя двухэтажный центральный корпус и два боковых одноэтажных корпуса, прилегающих к нему и соединяющихся с главным зданием колоннадами, расположенными параллельно первому пути. В длину вокзальный комплекс превышает 122 метра, ширина центральной части — 23,5 метра, боковых корпусов — 18,75 метра. Главный корпус состоит из двухэтажных крыльев и возвышенной центральной части со шпилем в центре башни. Башня со шпилем имеет высоту более 38 метров, а сам шпиль — 11 метров со звездой-наконечником. Благодаря этой архитектурной особенности место, где находится старый железнодорожный вокзал, в народе получило название «под шпилем».

## Архитектура
Вокзал представляет собой характерный образец сталинской архитектуры. Центральная часть вокзала представляет собой башню со шпилем, увенчанным красной звездой в обрамлении серебряных снопов, перевитых лентами, достигающую в высоту 38 метров.
В нарядных нишах, фланкирующих главный вход, были установлены статуи колхозницы и рабочего (ныне утрачены). Над скульптурами помещались барельефы на тему «Труд и учёба», ещё выше — фриз из шестнадцати знамён, олицетворявших шестнадцать союзных республик в составе Советского Союза — в их число включена и Карело-Финская ССР, существовавшая в 1940—1956 годах.

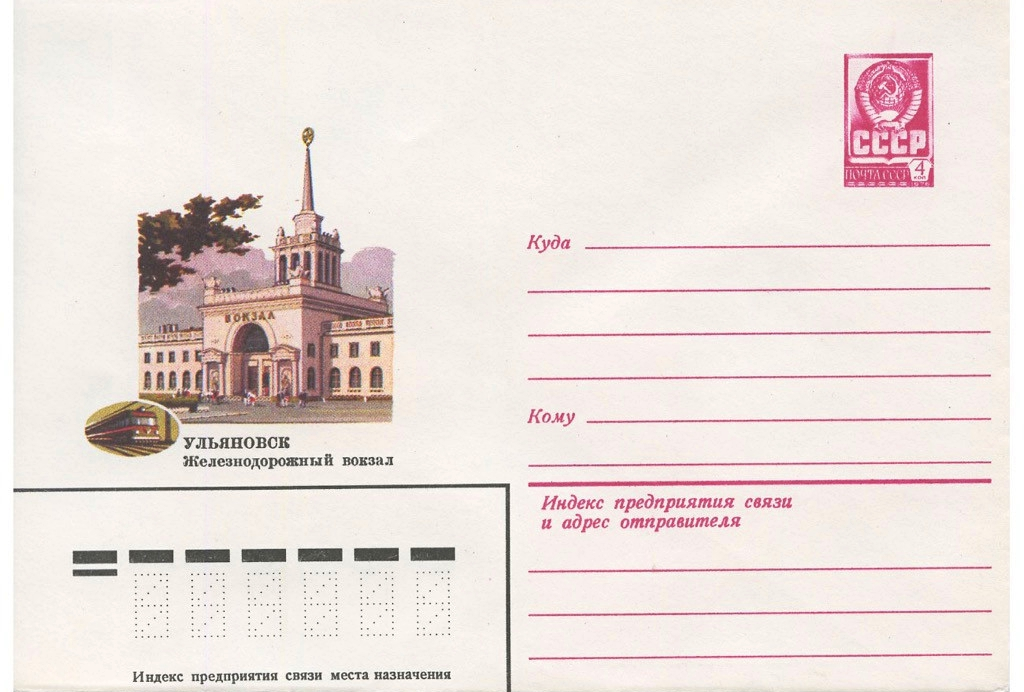
ХМК СССР, 1980. г. Ульяновск. Железнодорожный вокзал (старый).

В прошлом, на перроне Старого вокзала, находился бюст В.И. Ленина.

## Вокзал в филателии
- 29 марта 1961 года Министерством связи СССР издан художественный маркированный конверт (ХМК) — Ульяновск. Ж/д вокзал. (Худ. Акимушкин)[8].
- 04.03.1980 г. — ХМК СССР. Ульяновск. Железнодорожный вокзал (старый) (художник — Г. Баев)[9].

## Галерея

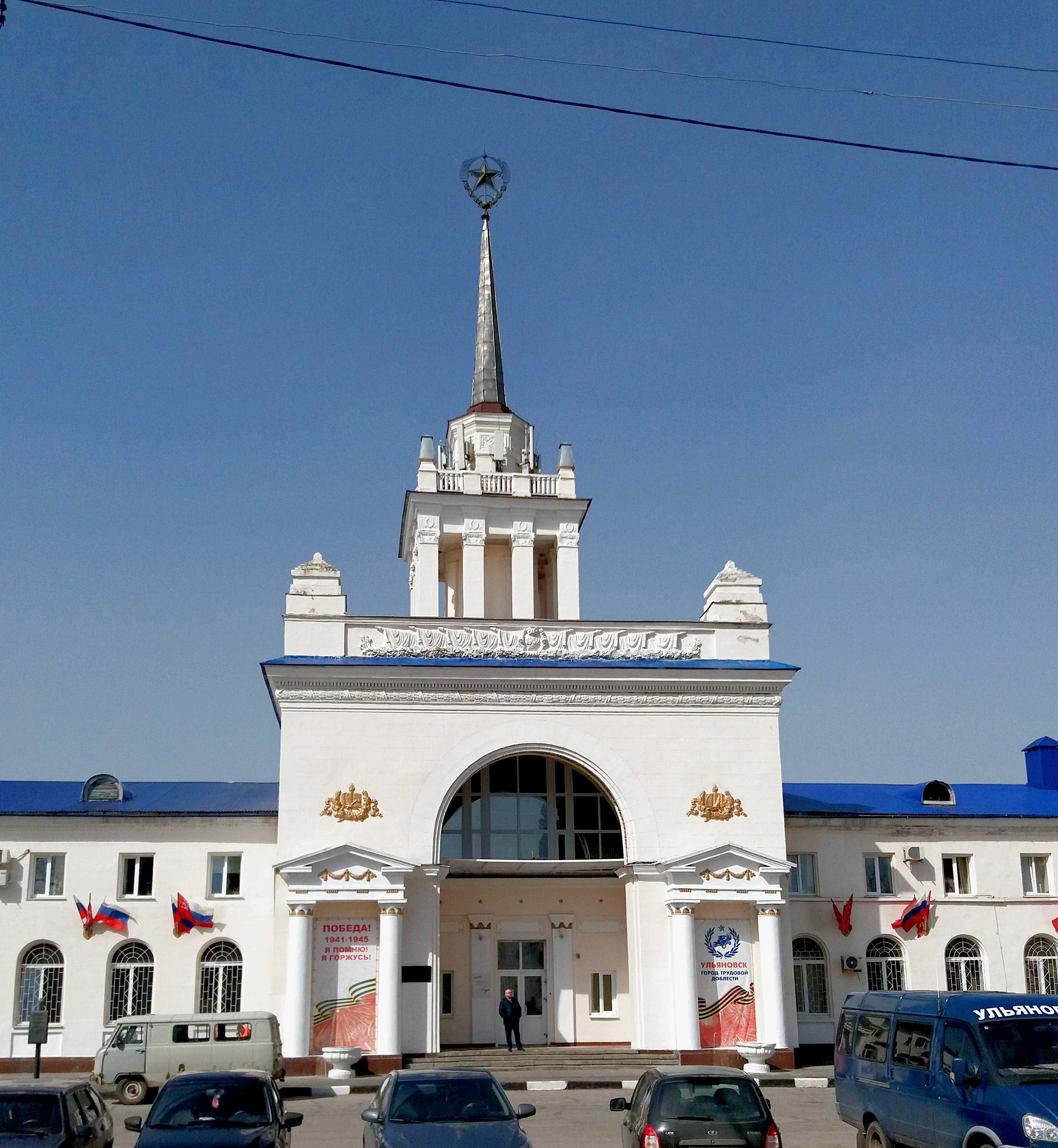
Железнодорожный вокзал «Ульяновск-1».
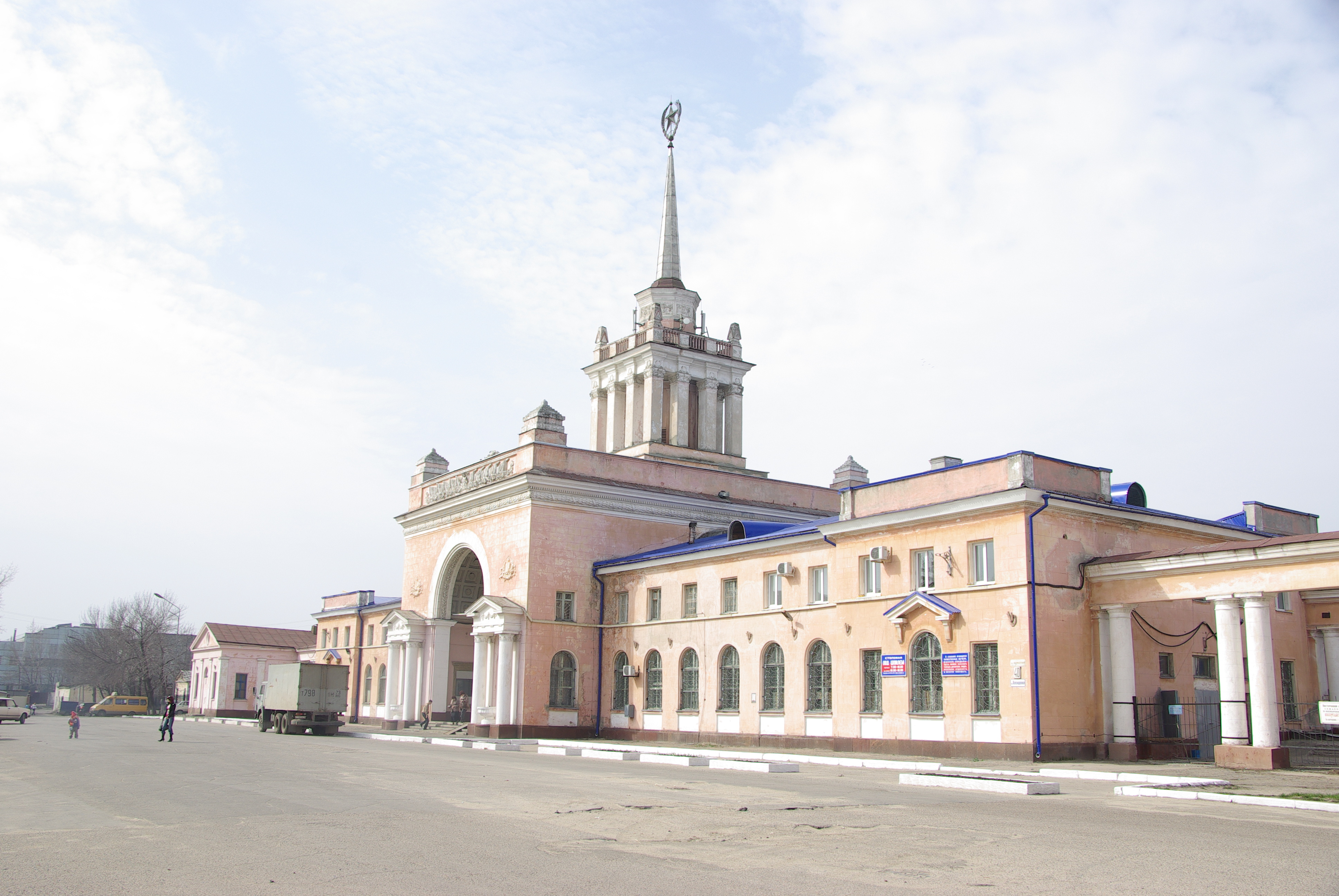
Старый вокзал (2008, до ремонта).
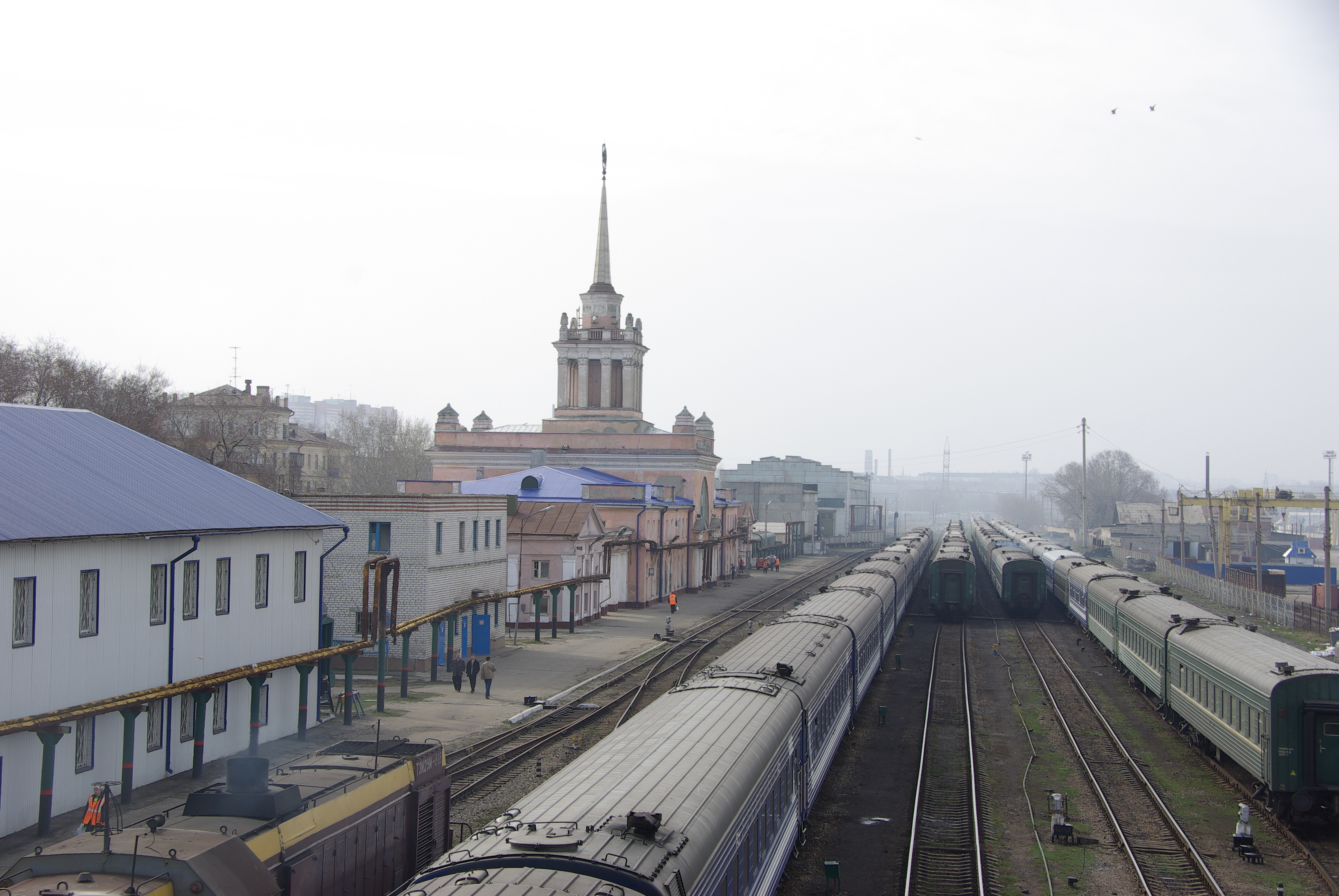
Старый вокзал со стороны ж/д путей.
Памятный знак «Дороги Великой Победы».
Памятный знак «Дороги Великой Победы».
Мемориальная доска железнодорожникам вокзала.
Мемориальная доска на здании вокзала.
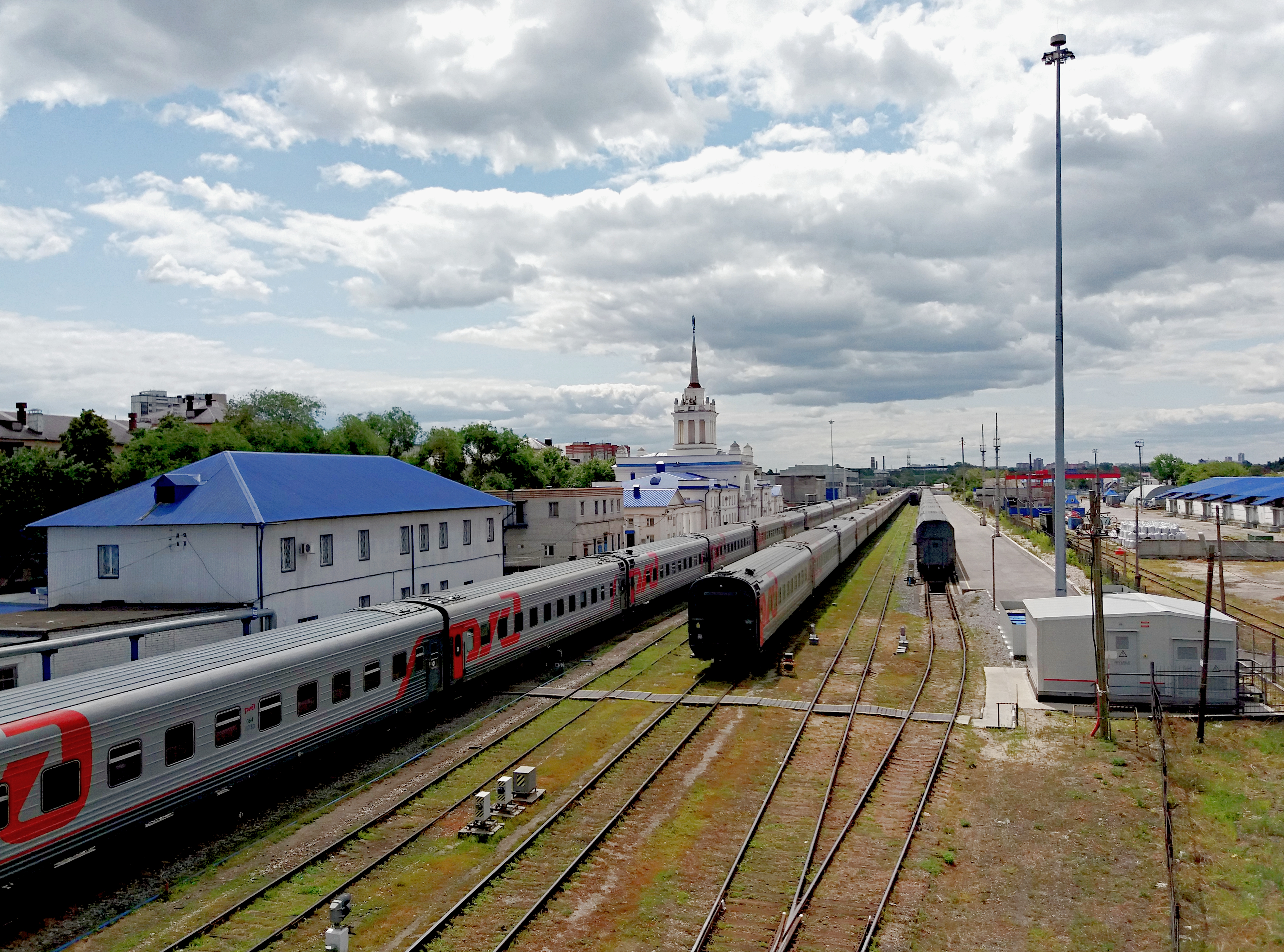
Железнодорожная станция Ульяновск I.
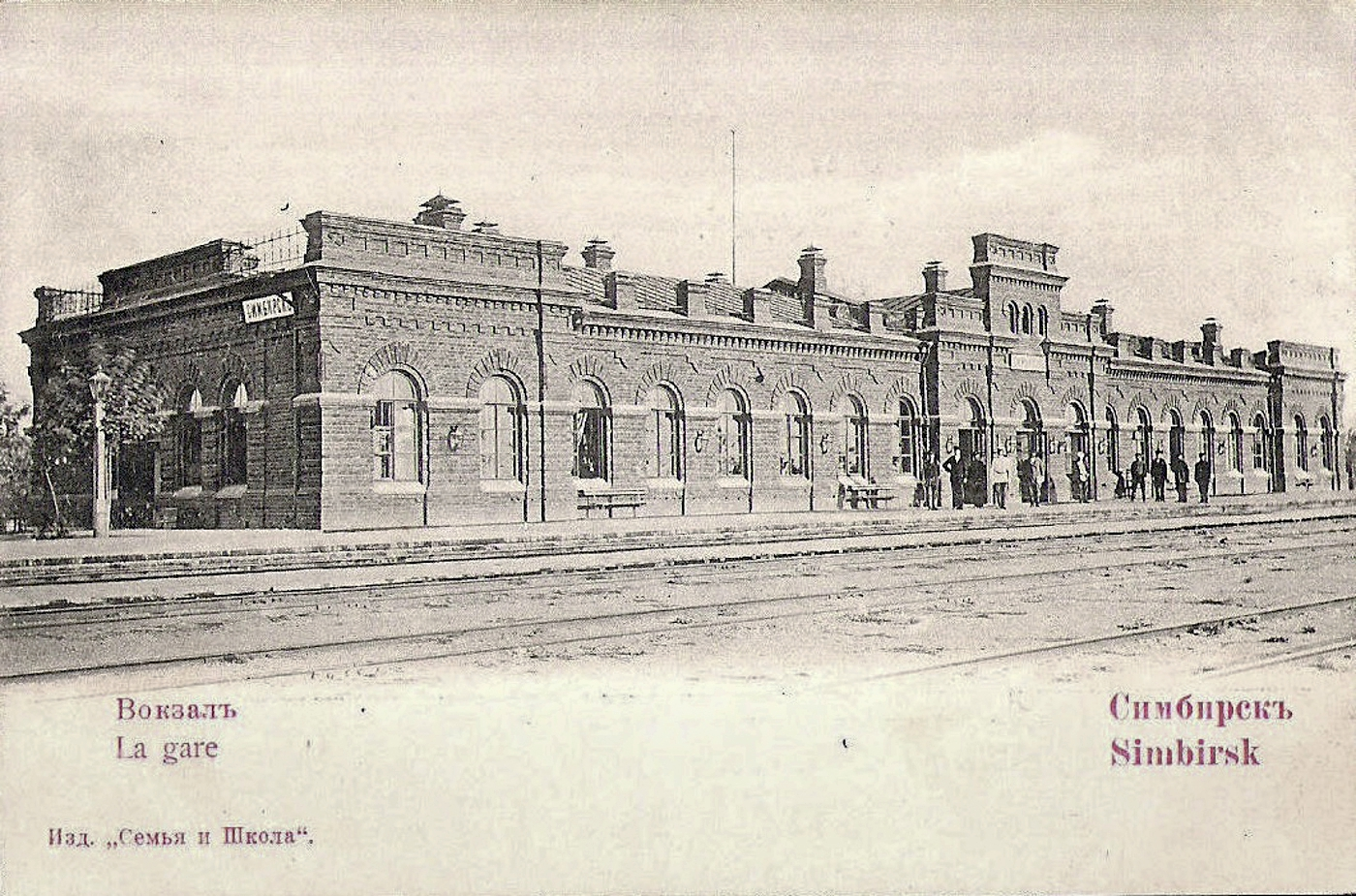
Открытка 1900 г. Симбирск. Старый вокзал.
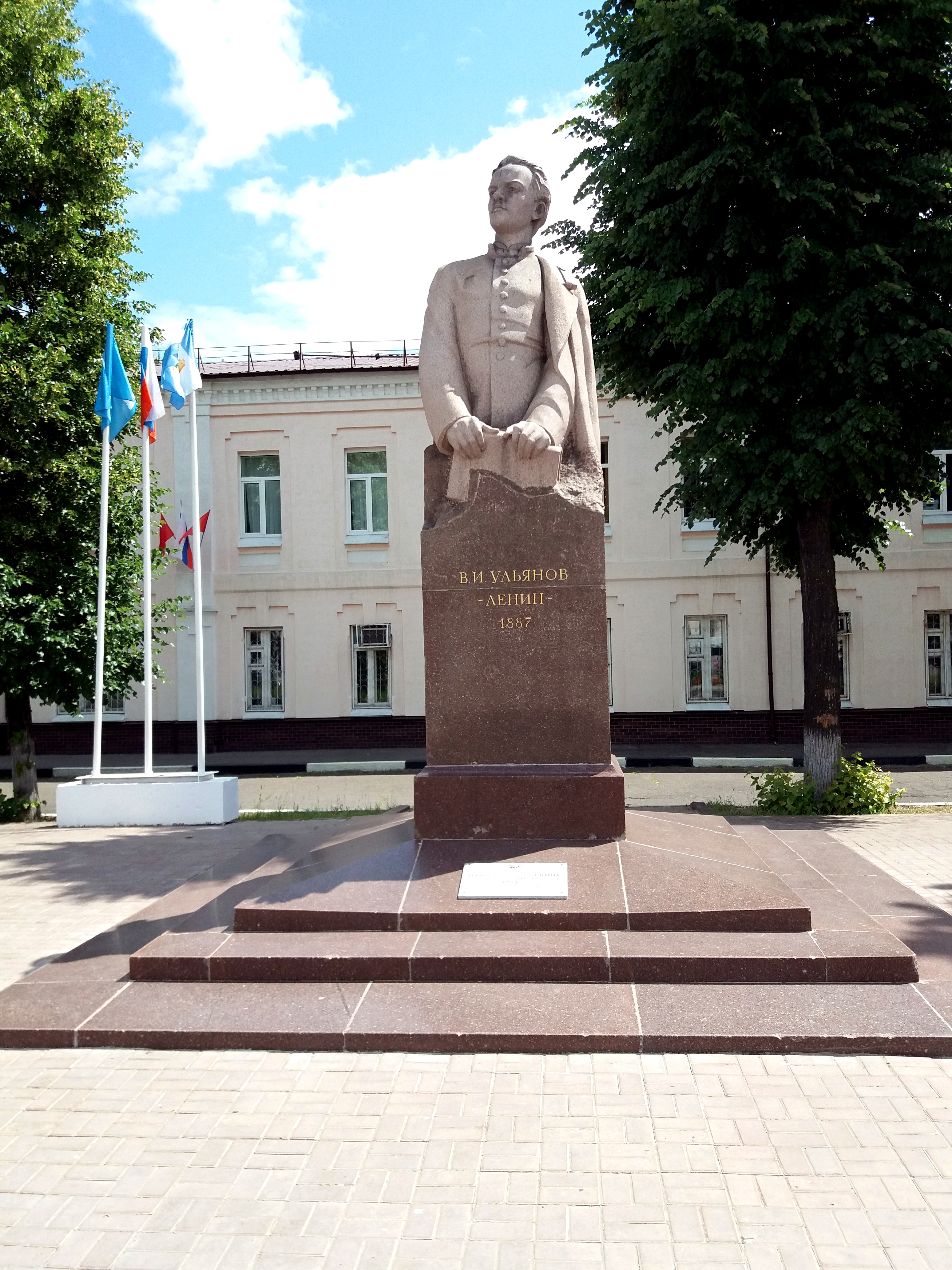
Памятник Владимиру Ульянову — гимназисту.